# Жан-Жульєн Роєр
Жан-Жульєн Роєр (нід. Jean-Julien Rojer,  [ˌʒɑ̃ːʒyˌljɛ̃ː ˈroːjɛr]) — нідерландський тенісист із Кюрасао, спеціаліст із парної гри, чемпіон Вімблдону та Відкритого чемпіонату США у парному розряді, чемпіон Ролан-Гарросу у міксті, переможець підсумкового турніру року. 
Постійним партнером Роєра, разом з яким Роєр здобув перемоги в турнірах Великого шолома є румун Горія Текеу. У міксті він виграв Відкритий чемпіонат Франції з Анною-Леною Гренефельд.   

## Значні фінали

### Фінали турнірів Великого шолома

#### Парний розряд: 2 (2 - 0)
| Результат | Рік  | Турнір    | Поверхня | Партнер     | Супротивники               | Рахунок            |
| --------- | ---- | --------- | -------- | ----------- | -------------------------- | ------------------ |
| Перемога  | 2015 | Wimbledon | Трава    | Горія Текеу | Джеймі Маррей Джон Пірс    | 7–6(7–5), 6–4, 6–4 |
| Перемога  | 2017 | US Open   | Хард     | Горія Текеу | Фелісіано Лопес Марк Лопес | 6–4, 6–3           |

#### Мікст: 1 (1 - 0)
| Результат | Рік  | Турнір      | Поверхня | Партнерка            | Супротивники               | Рахунок          |
| --------- | ---- | ----------- | -------- | -------------------- | -------------------------- | ---------------- |
| Перемога  | 2014 | French Open | Ґрунт    | Анна-Лена Гренефельд | Юлія Ґерґес Ненад Зімоньїч | 4–6, 6–2, [10–7] |

### Підсумковий турнір року

#### Парний розряд: 1 (1 - 0)
| Результат | Рік  | Турнір | Поверхня | Партнер     | Супротивники                | Рахунок  |
| --------- | ---- | ------ | -------- | ----------- | --------------------------- | -------- |
| Перемога  | 2015 | Лондон | Хард (i) | Горія Текеу | Роган Бопанна Флорін Мерджа | 6–4, 6–3 |

### Фінали турнірів Мастерс 1000

#### Парний розряд: 4 (2  - 2 )
| Результат | Рік  | Турнір     | Поверхня | Партнер             | Супротивники                          | Рахунок                    |
| --------- | ---- | ---------- | -------- | ------------------- | ------------------------------------- | -------------------------- |
| Поразка   | 2012 | Париж      | Хард (i) | Айсам ул-Гак Куреші | Магеш Бгупаті Роган Бопанна           | 6–7(6–8), 3–6              |
| Перемога  | 2013 | Маямі      | Хард     | Айсам ул-Гак Куреші | Маріуш Фирстенберг Марцін Матковський | 6–4, 6–1                   |
| Перемога  | 2016 | Мадрид     | Ґрунт    | Горія Текеу         | Роган Бопанна Флорін Мерджа           | 6–4, 7-6 (7-5)             |
| Поразка   | 2016 | Цинциннаті | Хард     | Горія Текеу         | Іван Додіг Марсело Мело               | 6–7(5–7), 7–6(7–5), [6–10] |

## Зовнішні посилання
- Досьє на сайті Асоціації тенісистів-професіоналів

## Виноски
1. 1 2  Association of Tennis Professionals website

| Тенісист | Це незавершена стаття про тенісиста чи тенісистку. Ви можете допомогти проєкту, виправивши або дописавши її. |